# Mauricio Herrera (cantante)
Este artículo trata sobre el músico estadounidense. Si es para el actor véase Mauricio Herrera (actor).
Mauricio Herrera (California, Estados Unidos, 1 de enero de 1981) es un cantautor, imitador y showman costarricense nacido en los Estados Unidos.

## Carrera

### Inicios
Por mencionar algunos ejemplos:
- Miss Costa Rica Juvenil
- Miss Teen International
- Sábado Feliz - Teletón
- De Todo un Poco (Telemundo)
- Bienvenido a Casa (TV Azteca)[2]

Y ha sido objeto de publicaciones en:
- La Nación, espectáculos
- TeleGuía
- Al Día
- Revista Domincal.

### Abril del 2009
Mauricio se encuentra en una ardua promoción en México por primera vez. Lanzando al mercado su primer disco original titulado: "Ahora" que ya suena en las radio emisoras tales como: Los 40 Principales, EXA, FM Globo, Estéreo Vida, etc. 
También ha incursionado en la televisión para cadenas locales y nacionales como Televisa.
Los periódicos han hecho publicaciones de este gran lanzamiento en tierras de Mexicali. Los diarios La Voz de la Frontera, La Crónica y El Mexicano hicieron publicaciones de 1/2 página cada uno informando a toda el área de su llegada en febrero de ese año 2009.
Apenas a un mes de haber llegado a México abrió concierto para el catalogado "Lujo de México" Don Marco Antonio Muñiz en Mexicali, Baja California.

## Videos
Su primer videoclip (Me Muero Por ti) se filmó en las ciudades de Mexicali y Ensenada a finales del 2008 contando con la participación de la actriz Citlali Anton.